# Viktorija Dantjak
Viktorija Andrijivna Dantjak (ukrainska: Вікторія Андріївна Даньчак), född 11 januari 2000 i Ivano-Frankivsk, Ukraina, är en volleybollspelare (center).
Viktorija har spelat med Ukrainas landslag, både på junior och seniornivå. Med landslaget har hon spelat i flera upplagor av European Golden League. Hon deltog i kvalspelet till EM 2021, men inte huvudturneringen. På klubbnivå har hon spelat med Volyn Universitet Lutsk och SK Prometej, bägge klubbar i Ukraina.